# Nordbad

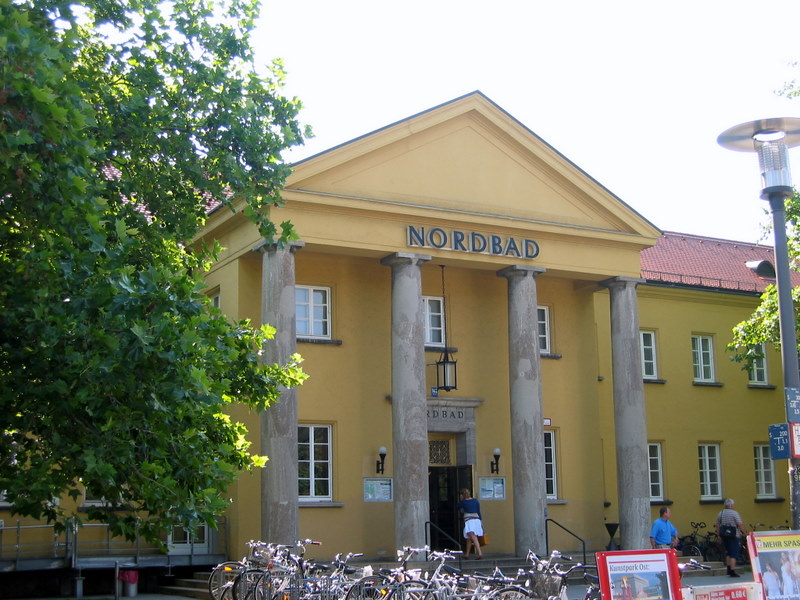
Nordbad Monaco di Baviera

Il bagno del Nord ovvero Nordbad è una piscina coperta civica nel quartiere di Schwabing di Monaco di Baviera sulla Schleißheimerstraße angolo Elisabethstraße. È stata costruita negli anni 1936–1941 da Karl Meitinger  nello in stile neoclassico/nazionalsocialista con all'interno elementi Art déco.
Durante la seconda guerra mondiale la piscina fu colpita dalle bombe e gravemente danneggiata.
La sua ricostruzione avvenne negli anni 1949–1951 da Philipp Zametzer.